# Markus Hohenfellner

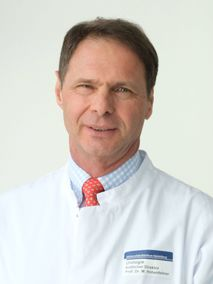
Markus Hohenfellner, 2019

Markus Hohenfellner (* September 1958 in Wien) ist ein österreichischer Arzt, Urologe und Hochschullehrer.

## Leben
Nach dem Abitur 1977 in Schondorf am Ammersee studierte er bis 1983 Medizin in Innsbruck mit einem Auslandsaufenthalt 1980/81 an der University of London und der University of Oxford.
Nach zweieinhalb Jahren allgemeinchirurgischer Ausbildung und zweieinhalb Jahren translational-nephrologischer Forschung am Physiologischen Institut der Universität München begann er 1988 seine urologische Facharztausbildung am Urologischen Lehrstuhl der Universität Witten/Herdecke Wuppertal. 1993 wurde er Facharzt für Urologie und 1994 Facharzt für Spezielle urologische Chirurgie.
1990/91 war Hohenfellner Stipendiat an der Urologischen Universitätsklinik UC San Francisco. Die dort von ihm durchgeführten wissenschaftlichen und klinischen Arbeiten waren wesentliche Grundlage seiner Habilitation 1994. Im gleichen Jahr wurde er Oberarzt an der Urologischen Universitätsklinik Wuppertal. Seit 1997 arbeitete er als Leitender Oberarzt an der Urologischen Klinik der Universität Mainz.
Hohenfellner leitete vom 1. Oktober 2003 bis 2024 als Ärztlicher Direktor und Nachfolger von Gerd Staehler die Urologische Universitätsklinik Heidelberg des Universitätsklinikums Heidelberg. Gleichzeitig war Hohenfellner langjähriger Lehrstuhlinhaber für Urologie an der Medizinischen Fakultät der Universität Heidelberg.

## Leistungen
Wissenschaftliche und klinische Schwerpunkte von Hohenfellner sind die urologische Onkologie und Tumorchirurgie, die minimal-invasive Urologie inklusive der Da-Vinci-Robotik und die rekonstruktive Urologie. Unter seiner Verantwortung deckt die Urologische Universitätsklinik Heidelberg heute das Spektrum der modernen Urologie ab.
Hohenfellner ist Mitglied von mehreren nationalen und internationalen Fachgesellschaften. Er ist Autor beziehungsweise Coautor von wissenschaftlichen Publikationen sowie Herausgeber von drei urologischen wissenschaftlichen Büchern. Außerdem wurde er mit wissenschaftlichen Preisen nationaler und internationaler urologischer Fachgesellschaften ausgezeichnet, darunter dem European Thesis Award – dem Preis für die beste Habilitationsschrift der Europäischen Gesellschaft für Urologie – und dem Maximilian-Nitze Preis – dem höchsten wissenschaftlichen Preis der Deutschen Gesellschaft für Urologie.
Hohenfellner ist in verschiedenen medizinischen Fachgesellschaften ehrenamtlich aktiv. So war er zwölf Jahre (2010–2022) Mitglied des Expertenrates der Deutschen Kontinenzgesellschaft und hatte 2008/2009 das Amt des Präsidenten der Deutschen Kontinenzgesellschaft inne. In dieser Funktion richtete er den 21. Jahreskongress am 13. und 14. November 2009 aus.
Für die Gesellschaft für Urologie (EAU) begründete er das Leitlinien-Komitee „Urological Trauma“ und leitete dieses in den Jahren 2003–2008. Ebenso verantwortete er das gleiche Thema für das Leitlinien-Komitee der Deutschen Gesellschaft für Urologie (DGU). In der Zeit von 2002 bis 2020 vertrat er die DGU in dem S3 Leitlinien-Komitee „Polytrauma“ der Deutschen Gesellschaft für Unfallchirurgie. Ebenfalls innerhalb der DGU leitet er (als Sprecher) die Arbeitsgemeinschaft Urologische Lehrstuhlinhaber und den Arbeitskreis Operative Techniken.
Für die Deutsche Krebshilfe war Hohenfellner zehn Jahre ehrenamtlich als Mitglied des Fachausschusses „Versorgungsmaßnahmen und -forschung“, insbesondere auch mit den Schwerpunkten Biomaterialbanken und Prostatakarzinom, tätig. Zudem war er 2010–2013 Berichterstatter für das Förderschwerpunktprogramm Tumorgewebebanken der Deutschen Krebshilfe.

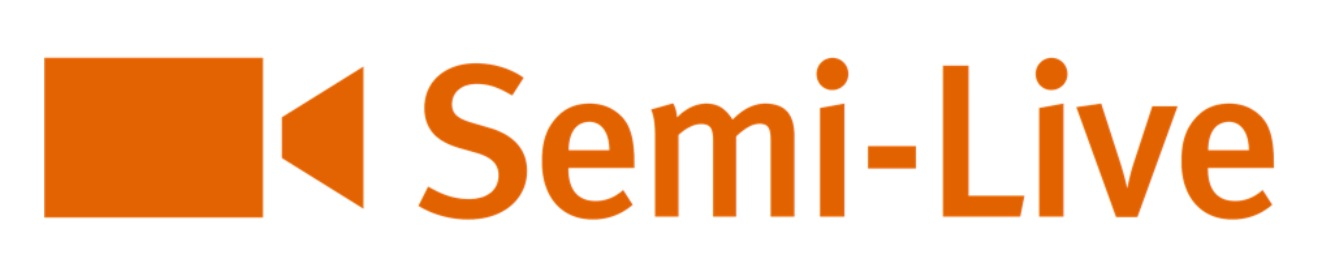
Logo Semi-Live

2015 implementierte Hohenfellner mit Semi-Live ein innovatives Format der wissenschaftlichen Kommunikation chirurgischer Techniken, das mittlerweile von nationalen und internationalen Gesellschaften unterstützt wird.
Hohenfellner engagiert sich nachhaltig für die internationale urologische Zusammenarbeit und Verständigung, z. B. auch als Ehrenmitglied der New York Section der Amerikanischen Gesellschaft für Urologie und als Co-Präsident der Chinesisch-Deutschen Gesellschaft für Urologie.
Die Urologische Universitätsklinik dokumentiert seit 1992 alle stationären onkologischen Patienten prospektiv und kontinuierlich. Unter der Leitung von Hohenfellner und durch die großzügige Unterstützung der Dietmar Hopp Stiftung gelang es, diese Daten zu sichern und in eine moderne und webbasierte Datenbank (DATA 5.0) zu übertragen, um diese nachhaltig in der digitalisierten Medizin im Sinne neuer Früherkennungsdiagnosen und Therapieansätze anzuwenden.
Neben den medizin-wissenschaftlichen und klinischen Aufgaben betreut Hohenfellner als Konsortialführer vom Bundesministerium für Wirtschaft und Klimaschutz (BMWK) geförderte hochkomplexe Konsortialprojekte, welche die Digitalisierung, insbesondere die Entwicklung und Implementierung von KI-Anwendungen, in Bereichen der Medizin vorantreiben (CLINIC 5.1 und OP 4.1).
Ebenso ist Hohenfellner Vorstandsvorsitzender der Europäischen Stiftung für Urologie (EFU), die sich vorrangig für die Weiterbildung von Ärztinnen und Ärzten aus Entwicklungsländern und die Krebsforschung engagiert.

## Veröffentlichungen (Auswahl)
- als Hrsg. mit Joachim Wilhelm Thüroff: Reconstructive Surgery of the Lower Urinary Tract in Children. ISIS Medical Media, 1995, ISBN 1-899066-16-0.
- als Hrsg. mit R. A. Santucci: Emergencies in Urology. Springer Verlag, 2007, ISBN 978-3-540-48603-9.
- als Hrsg. mit C. Kesch: Aktuelles aus Klinik und Praxis der Urologie Springer Verlag, 2018, ISBN 978-3-662-55473-9.

## Schriften (Auswahl)
- L. Pohl, J. Friedhoff, C. Jurcic, M. Teroerde, I. Schindler, K. Strepi, F. Schneider, A. Kaczorowski, M. Hohenfellner, A. Duensing, S. Duensing: Kidney Cancer Models for Pre-Clinical Drug Discovery: Challenges and Opportunities. In: Front Oncol. 12, 10. Mai 2022, S. 889686. doi:10.3389/fonc.2022.889686.
- M. Görtz, J. N. Nyarangi-Dix, L. Pursche, V. Schütz, P. Reimold, C. Schwab, A. Stenzinger, H. Sültmann, S. Duensing, H. P. Schlemmer, D. Bonekamp, M. Hohenfellner, J. P. Radtke: Impact of Surgeon's Experience in Rigid versus Elastic MRI/TRUS-Fusion Biopsy to Detect Significant Prostate Cancer Using Targeted and Systematic Cores. In: Cancers (Basel). Band 14, Nr. 4, 10. Feb 2022, S. 886. doi:10.3390/cancers14040886.
- M. Görtz, M. Byczkowski, M. Rath, V. Schütz, P. Reimold, C. Gasch, T. Simpfendörfer, K. März, A. Seitel, M. Nolden, T. Ross, D. Mindroc-Filimon, D. Michael, J. Metzger, S. Onogur, S. Speidel, L. Mündermann, J. Fallert, M. Müller, M. von Knebel-Doeberitz, D. Teber, P. Seitz, L. Maier-Hein, S. Duensing, M. Hohenfellner: A Platform and Multisided Market for Translational, Software-Defined Medical Procedures in the Operating Room (OP 4.1): Proof-of-Concept Study. In: JMIR Med Inform. Band 10, Nr. 1, 20. Jan 2022, S. e27743. doi:10.2196/27743.
- H. P. Schlemmer, B. J. Krause, V. Schütz, D. Bonekamp, S. M. Schwarzenböck, M. Hohenfellner: Imaging of Prostate Cancer. In: Dtsch Arztebl Int. Band 118, Nr. 42, 22. Oct 2021, S. 713–719. doi:10.3238/arztebl.m2021.0309.
- G. Tosev, W. Wahafu, P. Reimold, I. Damgov, C. Schwab, C. Aksoy, A. Kaczorowski, A. Stenzinger, J. Nyarangi-Dix, M. Hohenfellner, S. Duensing: Detection of PD-L1 in the urine of patients with urothelial carcinoma of the bladder. In: Sci Rep. Band 11, Nr. 1, 9. Jul 2021, S. 14244. doi:10.1038/s41598-021-93754-z.
- J. Li, L. Pohl, J. Schüler, N. Korzeniewski, P. Reimold, A. Kaczorowski, W. Hou, S. Zschäbitz, C. Nientiedt, D. Jäger, M. Hohenfellner, A. Duensing, S. Duensing: Targeting the Proteasome in Advanced Renal Cell Carcinoma: Complexity and Limitations of Patient-Individualized Preclinical Drug Discovery. In: Biomedicines. Band 9, Nr. 6, 31. Mai 2021, S. 627.
- M. Görtz, M. Hohenfellner: Re: Adjuvant Radiotherapy Versus Early Salvage Radiotherapy Following Radical Prostatectomy (TROG 08.03/ANZUP RAVES): A Randomised, Controlled, Phase 3, Non-inferiority Trial. In: Eur Urol. Band 79, Nr. 6, Jun 2021, S. 893–894. doi:10.1016/j.eururo.2021.02.013.

## Auszeichnungen
- Miley B. Wesson Resident Essay Contest, Western Section, American Urological Association, Vancouver, 1991
- Preis des Forum Urodynamicum, Forum Urodynamicum, Mannheim, 2. – 4. April 1992[11]
- Jack Lapides Essay Contest (Grand Prize Award), American Urological Association, Washington, 1992
- Maximilian Nitze Preis, Deutsche Gesellschaft für Urologie, Wiesbaden, 1993[12]
- EAU Thesis Award, European Association of Urology, Monte Carlo, 1995
- Paul-Mellin-Gedächtnispreis, Nordrhein-Westfälische Gesellschaft für Urologie, Münster, 1999[13]
- C. E. Alken Preis, Annual award meeting of the CE Alken prize winners, Düsseldorf, 1999[14]
- Werner Staehler Preis 2008, Südwestdeutsche Gesellschaft für Urologie, Heilbronn, 2008[15]
- Ehrenmitgliedschaft der New York Section der Amerikanischen Gesellschaft für Urologie, 2008